# Kanan
Kanan (河南町?) è una cittadina giapponese della prefettura di Ōsaka.